# Нацева, Мара
Мара Нацева-Дрлевич (серб. Мара Нацева-Дрљевић, макед. Мара Нацева Дрлјевиќ; 28 сентября 1920, Куманово — 1 июля 2013, там же) — югославская македонская деятельница партизанского движения в годы Второй мировой войны, Народный герой Югославии. До своей смерти оставалась последним народным героем Югославии македонского происхождения, пребывавшем в здравии.

## Биография
Родилась 29 сентября 1920 года в Куманове в бедной рабочей семье. Окончила только начальную школу, обучение не могла продолжить по причине того, что в семье не было денег. В возрасте 15 лет ушла на текстильную фабрику, участвовала в рабочем движении. В 1936 году была руководителем забастовки в отделе производства белья. Хотя забастовка прошла успешно, Мару уволили с работы. Тогда она была принята в Союз коммунистической молодёжи Югославии, а в 1939 году и в Коммунистическую партию Югославии. После этого Мара стала активнее трудиться в составе Объединения рабочих синдикатов и Союза коммунистической молодёжи. В 1939 году Мара переехала в Ниш, где устроилась работать на текстильную фабрику и вступила в культурное общество «Абрашевич». В Нише в начале 1940 года вошла в местное отделение КПЮ. Дважды арестовывалась властями, в обоих случаях её зверски пытали и избивали. После освобождения она заняла должность секретаря в Нишской ячейки КПЮ, а после формирования окркома стала его организационным секретарём. Участница V съезда КПЮ от Сербии в октябре 1940 года.
После оккупации Югославии и её раздела Мара заняла должность в Македонском комитете КПЮ. В строгой атмосфере нелегальности она устанавливала контакты и связи с партийным отделениями и партизанскими отрядами. Летом 1942 года в разгар партизанского движения болгарские полицейские арестовали Миру и отправили её в концлагерь Асеновград, однако она оттуда сбежала. Несколько раз её потом отправляли в концлагерь через Скопье. В марте 1943 года Мара заочно была назначена секретарём ЦК Коммунистической партии Македонии. В том же году в ноябре её избрали в Антифашистское вече народного освобождения Югославии. Вернувшись из лагеря, Мара пробралась на свободную территорию Куманова. Весной участвовала в наступлении как военнослужащая 3-й македонской ударной бригады. Избрана в состав АСНОМ на I съезде.
После освобождения страны и окончания войны на V съезде КПЮ стала кандидатом в состав ЦК КПЮ, а за I съезде КПМ стала кандидатом в состав ЦК КПМ. Занимала должность заместителя председателя ЦК Женского антифашистского фронта, была депутатом Скупщины Македонии и Союзной Скупщины. Занимала должность секретаря Контрольной комиссии, члена Ревизионной комиссии, заместителя председателя Союза ветеранов Народно-освободительной войны и члена Совета Федерации. Почти всю оставшуюся жизнь прожила в Белграде, незадолго до смерти вернулась в Куманово. Была замужем за другим Народным героем, Саво Дрлевичем.
Скончалась 1 июля 2013 года в Куманове. К тому моменту она была последним живущим Народным героем Югославии македонской национальности (звание от 29 ноября 1953). Похоронена на городском кладбище.